# Eisschnelllauf-Weltcup 2006/07

Logo des Essent ISU Weltcup

Die nacholympische Eisschnelllaufsaison 2006/07 begann am 10. November 2006 im Eisschnelllauf-Mekka Heerenveen (Thialf). Das erste Saisondrittel wurde von der deutschen Läuferin Anni Friesinger dominiert, die bei allen Strecken, auf denen sie antrat, gewann. Ebenfalls ihren Durchbruch schaffte Jenny Wolf, die mit Wang Beixing und Lee Sang-hwa die 500-Meter-Strecke dominierte.
Bei den deutschen Männern machte sich die Berufung Bart Schoutens zum neuen Cheftrainer schnell bemerkbar. Die 16 stärksten deutschen Männer wurden zu einer Trainingsgruppe in Berlin zusammengefasst, um sich in der Gruppe voranzubringen. Beim dritten Weltcup in Moskau erreichte Tobias Schneider einen zweiten Platz, jedoch war nicht die gesamte Weltspitze am Start. Auch Samuel Schwarz brachte einige beachtenswerte Leistungen. Allerdings beschränkt sich die Entwicklung bisher auf die Langstrecken. Die Kurzstrecken werden von Läufern aus Asien dominiert.
Siehe auch: Gesamtweltcupsieger im Eisschnelllauf

## Frauen

### Weltcup-Übersicht
| Datum | Ort                                      | Disziplin          | Sieger                                                                | Zweiter                                                               | Dritter                                                           |
| --- | ---------------------------------------- | ------------------ | --------------------------------------------------------------------- | --------------------------------------------------------------------- | ----------------------------------------------------------------- |
| 10. bis 12. Nov. 2006                                                                                    | Heerenveen (Thialf)                      | 500 m (10. Nov.)   | Lee Sang-hwa                                                          | Jenny Wolf                                                            | Wang Beixing                                                      |
| 10. bis 12. Nov. 2006                                                                                    | Heerenveen (Thialf)                      | 1000 m (10. Nov.)  | Anni Friesinger                                                       | Christine Nesbitt                                                     | Ireen Wüst                                                        |
| 10. bis 12. Nov. 2006                                                                                    | Heerenveen (Thialf)                      | 500 m (11. Nov.)   | Wang Beixing                                                          | Lee Sang-Hwa                                                          | Jenny Wolf                                                        |
| 10. bis 12. Nov. 2006                                                                                    | Heerenveen (Thialf)                      | 1.500 m (11. Nov.) | Anni Friesinger                                                       | Christine Nesbitt                                                     | Ireen Wüst                                                        |
| 10. bis 12. Nov. 2006                                                                                    | Heerenveen (Thialf)                      | 1000 m (12. Nov.)  | Anni Friesinger                                                       | Christine Nesbitt                                                     | Ireen Wüst                                                        |
| 10. bis 12. Nov. 2006                                                                                    | Heerenveen (Thialf)                      | 3.000 m (12. Nov.) | Renate Groenewold                                                     | Ireen Wüst                                                            | Martina Sáblíková                                                 |
| 17. bis 19. Nov. 2006                                                                                    | Berlin (Sportforum Hohenschönhausen)     | 500 m (17. Nov.)   | Jenny Wolf                                                            | Lee Sang-hwa                                                          | Wang Beixing                                                      |
| 17. bis 19. Nov. 2006                                                                                    | Berlin (Sportforum Hohenschönhausen)     | 1.500 m (17. Nov.) | Anni Friesinger                                                       | Ireen Wüst                                                            | Christine Nesbitt                                                 |
| 17. bis 19. Nov. 2006                                                                                    | Berlin (Sportforum Hohenschönhausen)     | 500 m (18. Nov.)   | Jenny Wolf                                                            | Lee Sang-hwa                                                          | Wang Beixing                                                      |
| 17. bis 19. Nov. 2006                                                                                    | Berlin (Sportforum Hohenschönhausen)     | 1.500 m (18. Nov.) | Renate Groenewold                                                     | Ireen Wüst                                                            | Christine Nesbitt                                                 |
| 17. bis 19. Nov. 2006                                                                                    | Berlin (Sportforum Hohenschönhausen)     | 1000 m (19. Nov.)  | Anni Friesinger                                                       | Ireen Wüst                                                            | Christine Nesbitt                                                 |
| 17. bis 19. Nov. 2006                                                                                    | Berlin (Sportforum Hohenschönhausen)     | Team (19. Nov.)    | NiederlandeRenate Groenewold Paulien van Deutekom Ireen Wüst          | KanadaKristina Groves Shannon Rempel Christine Nesbitt                | DeutschlandClaudia Pechstein Daniela Anschütz-Thoms Lucille Opitz |
| 25. bis 26. Nov. 2006                                                                                    | Moskau (Eispalast Krylatskoje)           | 5.000 m (25. Nov.) | Claudia Pechstein                                                     | Daniela Anschütz-Thoms                                                | Martina Sáblíková                                                 |
| 25. bis 26. Nov. 2006                                                                                    | Moskau (Eispalast Krylatskoje)           | 1.500 m (26. Nov.) | Anni Friesinger                                                       | Christine Nesbitt                                                     | Daniela Anschütz-Thoms                                            |
| 2. bis 3. Dez. 2006                                                                                      | Harbin (Heilongjiang Indoor Rink)        | 500 m (2. Dez.)    | Lee Sang-hwa                                                          | Jenny Wolf                                                            | Wang Beixing                                                      |
| 2. bis 3. Dez. 2006                                                                                      | Harbin (Heilongjiang Indoor Rink)        | 1000 m (2. Dez.)   | Chiara Simionato                                                      | Marianne Timmer                                                       | Wang Beixing                                                      |
| 2. bis 3. Dez. 2006                                                                                      | Harbin (Heilongjiang Indoor Rink)        | 100 m (3. Dez.)    | Xing Aihua                                                            | Jenny Wolf                                                            | Lee Sang-hwa 10,59 (JWR)                                          |
| 2. bis 3. Dez. 2006                                                                                      | Harbin (Heilongjiang Indoor Rink)        | 500 m (3. Dez.)    | Jenny Wolf                                                            | Lee Sang-hwa                                                          | Wang Beixing                                                      |
| 2. bis 3. Dez. 2006                                                                                      | Harbin (Heilongjiang Indoor Rink)        | 1000 m (3. Dez.)   | Chiara Simionato                                                      | Marianne Timmer                                                       | Annette Gerritsen                                                 |
| 9. bis 10. Dez. 2006                                                                                     | Nagano (M-Wave)                          | 500 m (9. Dez.)    | Lee Sang-hwa                                                          | Jenny Wolf                                                            | Margot Boer                                                       |
| 9. bis 10. Dez. 2006                                                                                     | Nagano (M-Wave)                          | 1000 m (9. Dez.)   | Shannon Rempel                                                        | Chiara Simionato                                                      | Nao Kodaira                                                       |
| 9. bis 10. Dez. 2006                                                                                     | Nagano (M-Wave)                          | 100 m (10. Dez.)   | Judith Hesse                                                          | Lee Sang-Hwa                                                          | Swetlana Kaikan                                                   |
| 9. bis 10. Dez. 2006                                                                                     | Nagano (M-Wave)                          | 500 m (10. Dez.)   | Lee Sang-hwa                                                          | Jenny Wolf                                                            | Sayuri Yoshii                                                     |
| 9. bis 10. Dez. 2006                                                                                     | Nagano (M-Wave)                          | 1000 m (10. Dez.)  | Chiara Simionato                                                      | Marianne Timmer                                                       | Shannon Rempel                                                    |
| Einzelstreckenasienmeisterschaften in Changchun (Jilin Provincial Speed Skating Rink), 6./7. Januar 2007 |                                          |                    |                                                                       |                                                                       |                                                                   |
| Mehrkampfeuropameisterschaft in Klobenstein (Ice Rink Ritten), 12./14. Januar 2007                       |                                          |                    |                                                                       |                                                                       |                                                                   |
| Sprintweltmeisterschaft in Hamar (Vikingskipet), 20./21. Januar 2007                                     |                                          |                    |                                                                       |                                                                       |                                                                   |
| 27. bis 28. Jan. 2007                                                                                    | Heerenveen (Thialf)                      | 500 m (27. Jan.)   | Jenny Wolf                                                            | Swetlana Kaikan                                                       | Annette Gerritsen                                                 |
| 27. bis 28. Jan. 2007                                                                                    | Heerenveen (Thialf)                      | 1000 m (27. Jan.)  | Cindy Klassen                                                         | Anni Friesinger                                                       | Chiara Simionato                                                  |
| 27. bis 28. Jan. 2007                                                                                    | Heerenveen (Thialf)                      | 100 m (28. Jan.)   | Jenny Wolf                                                            | Judith Hesse                                                          | Sayuri Yoshii                                                     |
| 27. bis 28. Jan. 2007                                                                                    | Heerenveen (Thialf)                      | 500 m (28. Jan.)   | Annette Gerritsen                                                     | Chiara Simionato                                                      | Margot Boer                                                       |
| 27. bis 28. Jan. 2007                                                                                    | Heerenveen (Thialf)                      | 1000 m (28. Jan.)  | Anni Friesinger                                                       | Cindy Klassen                                                         | Margot Boer                                                       |
| 3. bis 4. Feb. 2007                                                                                      | Turin (Oval Lingotto)                    | 3.000 m (3. Feb.)  | Martina Sáblíková                                                     | Ireen Wüst                                                            | Cindy Klassen                                                     |
| 3. bis 4. Feb. 2007                                                                                      | Turin (Oval Lingotto)                    | 1.500 m (4. Feb.)  | Ireen Wüst                                                            | Anni Friesinger                                                       | Cindy Klassen                                                     |
| 3. bis 4. Feb. 2007                                                                                      | Turin (Oval Lingotto)                    | Team (4. Feb.)     | RusslandGalina Lichatschowa Jekaterina Abramowa Jekaterina Lobyschewa | KanadaKristina Groves Brittany Schussler Christine Nesbitt            | NiederlandeJorien Voorhuis Moniek Kleinsman Wieteke Cramer        |
| Mehrkampfweltmeisterschaft in Heerenveen (Thialf), 9.–11. Februar 2007                                   |                                          |                    |                                                                       |                                                                       |                                                                   |
| 17. bis 18. Feb. 2007                                                                                    | Erfurt (Gunda-Niemann- Stirnemann-Halle) | 1.500 m (17. Feb.) | Anni Friesinger                                                       | Ireen Wüst                                                            | Kristina Groves                                                   |
| 17. bis 18. Feb. 2007                                                                                    | Erfurt (Gunda-Niemann- Stirnemann-Halle) | 5.000 m (18. Feb.) | Martina Sáblíková                                                     | Claudia Pechstein                                                     | Daniela Anschütz-Thoms                                            |
| 17. bis 18. Feb. 2007                                                                                    | Erfurt (Gunda-Niemann- Stirnemann-Halle) | Team (18. Feb.)    | DeutschlandClaudia Pechstein Daniela Anschütz-Thoms Lucille Opitz     | RusslandJekaterina Lobyschewa Jekaterina Abramowa Galina Lichatschowa | NiederlandeIreen Wüst Jorien Voorhuis Wieteke Cramer              |
| 2. bis 4. Mär. 2007                                                                                      | Calgary (Olympic Oval)                   | 500 m (2. Mär.)    | Wang Beixing                                                          | Jenny Wolf                                                            | Sayuri Ōsuga                                                      |
| 2. bis 4. Mär. 2007                                                                                      | Calgary (Olympic Oval)                   | 1000 m (2. Mär.)   | Ireen Wüst                                                            | Christine Nesbitt                                                     | Kristina Groves                                                   |
| 2. bis 4. Mär. 2007                                                                                      | Calgary (Olympic Oval)                   | 500 m (3. Mär.)    | Wang Beixing                                                          | Sayuri Ōsuga                                                          | Jenny Wolf                                                        |
| 2. bis 4. Mär. 2007                                                                                      | Calgary (Olympic Oval)                   | 1.500 m (3. Mär.)  | Ireen Wüst 1.52,38 – (ER)                                             | Kristina Groves                                                       | Cindy Klassen                                                     |
| 2. bis 4. Mär. 2007                                                                                      | Calgary (Olympic Oval)                   | 3.000 m (4. Mär.)  | Martina Sáblíková                                                     | Daniela Anschütz-Thoms                                                | Kristina Groves                                                   |
| 2. bis 4. Mär. 2007                                                                                      | Calgary (Olympic Oval)                   | 100 m (4. Mär.)    | Jenny Wolf                                                            | Sayuri Ōsuga                                                          | Lee Sang-hwa                                                      |
| Einzelstreckenweltmeisterschaften in Salt Lake City (Utah Olympic Oval), 8.–11. März 2007                |                                          |                    |                                                                       |                                                                       |                                                                   |

### Einzelstrecken-Gesamtwertung

#### 100 Meter
(Endstand: Nach 4 Rennen)
| Rang | Name                               | Land                | Punkte |
| ---- | ---------------------------------- | ------------------- | ------ |
| 1    | Jenny Wolf                         | Deutschland         | 390    |
| 2    | Judith Hesse                       | Deutschland         | 310    |
| 3    | Lee Sang-hwa                       | Südkorea            | 255    |
| 4    | Sayuri Ōsuga                       | Japan               | 220    |
| 5    | Swetlana Kaikan                    | Russland            | 205    |
| 6    | Annette Gerritsen Chiara Simionato | Niederlande Italien | 132    |
| 8    | Sayuri Yoshii                      | Japan               | 129    |
| 9    | Xing Aihua                         | Volksrepublik China | 100    |
| 10   | Paulina Wallin                     | Schweden            | 90     |
|      |                                    |                     |        |
| 18   | Monique Angermüller                | Deutschland         |        |
| 27   | Pamela Zoellner                    | Deutschland         |        |
| 28   | Anke Hartmann                      | Deutschland         |        |

#### 500 Meter
(Endstand: Nach 12 Rennen)
| Rang | Name                | Land                | Punkte |
| ---- | ------------------- | ------------------- | ------ |
| 1    | Jenny Wolf          | Deutschland         | 1017   |
| 2    | Lee Sang-hwa        | Südkorea            | 835    |
| 3    | Wang Beixing        | Volksrepublik China | 750    |
| 4    | Sayuri Ōsuga        | Japan               | 597    |
| 5    | Annette Gerritsen   | Niederlande         | 467    |
| 6    | Chiara Simionato    | Italien             | 434    |
| 7    | Xing Aihua          | Volksrepublik China | 421    |
| 8    | Margot Boer         | Niederlande         | 405    |
| 9    | Swetlana Kaikan     | Russland            | 370    |
| 10   | Ren Hui             | Volksrepublik China | 341    |
|      |                     |                     |        |
| 17   | Judith Hesse        | Deutschland         |        |
| 18   | Pamela Zoellner     | Deutschland         | 204    |
| 21   | Monique Angermüller | Deutschland         |        |

#### 1.000 Meter
(Endstand: Nach 10 Rennen)
| Rang | Name                | Land        | Punkte |
| ---- | ------------------- | ----------- | ------ |
| 1    | Chiara Simionato    | Italien     | 672    |
| 2    | Shannon Rempel      | Kanada      | 529    |
| 3    | Anni Friesinger     | Deutschland | 480    |
| 4    | Marianne Timmer     | Niederlande | 424    |
| 5    | Annette Gerritsen   | Niederlande | 401    |
| 6    | Ireen Wüst          | Niederlande | 370    |
| 7    | Christine Nesbitt   | Kanada      | 350    |
| 8    | Sayuri Yoshii       | Japan       | 272    |
| 9    | Kristina Groves     | Kanada      | 265    |
| 10   | Nao Kodaira         | Japan       | 264    |
|      |                     |             |        |
| 16   | Judith Hesse        | Deutschland |        |
| 23   | Pamela Zoellner     | Deutschland |        |
| 29   | Monique Angermüller | Deutschland |        |

#### 1.500 Meter
(Endstand: Nach 7 Rennen)
| Rang | Name                   | Land                | Punkte |
| ---- | ---------------------- | ------------------- | ------ |
| 1    | Ireen Wüst             | Niederlande         | 480 1  |
| 2    | Anni Friesinger        | Deutschland         | 480 1  |
| 3    | Kristina Groves        | Kanada              | 370    |
| 4    | Christine Nesbitt      | Kanada              | 316    |
| 5    | Daniela Anschütz-Thoms | Deutschland         | 266    |
| 6    | Paulien van Deutekom   | Niederlande         | 217    |
| 7    | Martina Sáblíková      | Tschechien          | 208    |
| 8    | Cindy Klassen          | Kanada              | 175    |
| 9    | Wang Fei               | Volksrepublik China | 166    |
| 10   | Katarzyna Wójcicka     | Polen               | 162    |
|      |                        |                     |        |
| 13   | Claudia Pechstein      | Deutschland         | 109    |
| 26   | Lucille Opitz          | Deutschland         |        |
| 29   | Anna Rokita            | Österreich          |        |

#### 3.000/5.000 Meter
(Endstand: Nach 5 Rennen)
| Rang | Name                   | Land               | Punkte |
| ---- | ---------------------- | ------------------ | ------ |
| 1    | Martina Sáblíková      | Tschechien         | 540    |
| 2    | Daniela Anschütz-Thoms | Deutschland        | 426    |
| 3    | Claudia Pechstein      | Deutschland        | 402    |
| 4    | Renate Groenewold      | Niederlande        | 355    |
| 5    | Kristina Groves        | Kanada             | 320    |
| 6    | Ireen Wüst             | Niederlande        | 230    |
| 7    | Marja Vis              | Niederlande        | 223    |
| 8    | Catherine Raney        | Vereinigte Staaten | 182    |
| 9    | Paulien van Deutekom   | Niederlande        | 180    |
| 10   | Maren Haugli           | Norwegen           | 147    |
|      |                        |                    |        |
| 16   | Katrin Mattscherodt    | Deutschland        |        |
| 17   | Lucille Opitz          | Deutschland        |        |
| 21   | Stephanie Beckert      | Deutschland        | 79     |
| 26   | Anna Rokita            | Österreich         |        |

#### Teamlauf
- Je Weltcuprennen starteten drei Läufer

(Endstand: Nach 3 Rennen)
| Rang | Name | Land                | Punkte |
| ---- | --- | ------------------- | ------ |
| 1    | Ireen Wüst, Jorien Voorhuis, Moniek Kleinsman, Paulien van Deutekom, Renate Groenewold, Wieteke Cramer    | Niederlande         | 240    |
| 2    | Galina Lichatschowa, Jekaterina Abramowa, Jekaterina Lobyschewa                                           | Russland            | 230    |
| 3    | Claudia Pechstein, Daniela Anschütz-Thoms, Karoline Zillmann, Katrin Mattscherodt, Lucille Opitz          | Deutschland         | 220    |
| 4    | Brittany Schussler, Christine Nesbitt, Kristina Groves, Michèlle D’Amours, Shannon Rempel, Shannon Sibold | Kanada              | 210    |
| 5    | Eriko Ishino, Hiromi Ōtsu, Maki Tabata, Masako Hozumi                                                     | Japan               | 180    |
| 6    | Kamila Danaj, Karolina Ksyt, Luiza Złotkowska                                                             | Polen               | 126    |
| 7    | Andreea Lăzărescu, Daniela Georgiana Dumitru, Daniela Oltean, Oana Anesia Opincariu                       | Rumänien            | 80     |
| 8    | Ji Jia, Zhang Xiaolei, Gao Yang                                                                           | Volksrepublik China | 45     |

## Männer

### Weltcup-Übersicht
| Datum | Ort                                      | Disziplin           | Sieger                                                   | Zweiter                                              | Dritter                                         |
| --- | ---------------------------------------- | ------------------- | -------------------------------------------------------- | ---------------------------------------------------- | ----------------------------------------------- |
| 10. bis 12. Nov. 2006                                                                                    | Heerenveen (Thialf)                      | 500 m (10. Nov.)    | Keiichirō Nagashima                                      | Lee Kang-seok                                        | Lee Kyu-hyeok                                   |
| 10. bis 12. Nov. 2006                                                                                    | Heerenveen (Thialf)                      | 1.500 m (10. Nov.)  | Erben Wennemars                                          | Shani Davis                                          | Jan Bos                                         |
| 10. bis 12. Nov. 2006                                                                                    | Heerenveen (Thialf)                      | 1000 m (11. Nov.)   | Lee Kyu-hyeok                                            | Beorn Nijenhuis                                      | Erben Wennemars                                 |
| 10. bis 12. Nov. 2006                                                                                    | Heerenveen (Thialf)                      | 5.000 m (11. Nov.)  | Sven Kramer                                              | Carl Verheijen                                       | Eskil Ervik                                     |
| 10. bis 12. Nov. 2006                                                                                    | Heerenveen (Thialf)                      | 500 m (12. Nov.)    | Keiichirō Nagashima                                      | Lee Kyu-hyeok                                        | Pekka Koskela                                   |
| 10. bis 12. Nov. 2006                                                                                    | Heerenveen (Thialf)                      | 1000 m (12. Nov.)   | Shani Davis                                              | Lee Kyu-hyeok                                        | Denny Morrison                                  |
| 17. bis 19. Nov. 2006                                                                                    | Berlin (Sportforum Hohenschönhausen)     | 500 m (17. Nov.)    | Lee Kyu-hyeok                                            | Lee Kang-seok                                        | Tucker Fredricks                                |
| 17. bis 19. Nov. 2006                                                                                    | Berlin (Sportforum Hohenschönhausen)     | 5.000 m (17. Nov.)  | Sven Kramer                                              | Carl Verheijen                                       | Eskil Ervik                                     |
| 17. bis 19. Nov. 2006                                                                                    | Berlin (Sportforum Hohenschönhausen)     | 500 m (18. Nov.)    | Pekka Koskela                                            | Lee Kang-seok                                        | Lee Kyu-hyeok                                   |
| 17. bis 19. Nov. 2006                                                                                    | Berlin (Sportforum Hohenschönhausen)     | 1.500 m (18. Nov.)  | Enrico Fabris                                            | Erben Wennemars                                      | Shani Davis                                     |
| 17. bis 19. Nov. 2006                                                                                    | Berlin (Sportforum Hohenschönhausen)     | 1000 m (19. Nov.)   | Erben Wennemars                                          | Mun Jun                                              | Lee Kyu-hyeok                                   |
| 17. bis 19. Nov. 2006                                                                                    | Berlin (Sportforum Hohenschönhausen)     | Team (19. Nov.)     | NiederlandeCarl Verheijen Erben Wennemars Sven Kramer    | NorwegenEskil Ervik Håvard Bøkko Henrik Christiansen | KanadaSteven Elm Arne Dankers Denny Morrison    |
| 25. bis 26. Nov. 2006                                                                                    | Moskau (Eispalast Krylatskoje)           | 1.500 m (25. Nov.)  | Erben Wennemars                                          | Enrico Fabris                                        | Iwan Skobrew                                    |
| 25. bis 26. Nov. 2006                                                                                    | Moskau (Eispalast Krylatskoje)           | 10.000 m (26. Nov.) | Enrico Fabris                                            | Tobias Schneider                                     | Øystein Grødum                                  |
| 2. bis 3. Dez. 2006                                                                                      | Harbin (Heilongjiang Indoor Rink)        | 500 m (2. Dez.)     | Pekka Koskela                                            | Lee Kang-seok                                        | Lee Kyu-hyeok                                   |
| 2. bis 3. Dez. 2006                                                                                      | Harbin (Heilongjiang Indoor Rink)        | 1.000 m (2. Dez.)   | Lee Kyu-hyeok                                            | Erben Wennemars                                      | Beorn Nijenhuis                                 |
| 2. bis 3. Dez. 2006                                                                                      | Harbin (Heilongjiang Indoor Rink)        | 100 m (3. Dez.)     | Yuya Oikawa                                              | Lee Kang-seok                                        | Pekka Koskela                                   |
| 2. bis 3. Dez. 2006                                                                                      | Harbin (Heilongjiang Indoor Rink)        | 500 m (3. Dez.)     | Keiichirō Nagashima                                      | Lee Kyu-hyeok                                        | Lee Kang-seok                                   |
| 2. bis 3. Dez. 2006                                                                                      | Harbin (Heilongjiang Indoor Rink)        | 1.000 m (3. Dez.)   | Lee Kyu-hyeok                                            | Erben Wennemars                                      | Mun Jun                                         |
| 9. bis 10. Dez. 2006                                                                                     | Nagano (M-Wave)                          | 500 m (9. Dez.)     | Keiichirō Nagashima                                      | Lee Kang-seok                                        | Pekka Koskela                                   |
| 9. bis 10. Dez. 2006                                                                                     | Nagano (M-Wave)                          | 1000 m (9. Dez.)    | Pekka Koskela                                            | Beorn Nijenhuis                                      | Erben Wennemars                                 |
| 9. bis 10. Dez. 2006                                                                                     | Nagano (M-Wave)                          | 100 m (10. Dez.)    | Yuya Oikawa                                              | Hiroyasu Shimizu                                     | Keiichirō Nagashima                             |
| 9. bis 10. Dez. 2006                                                                                     | Nagano (M-Wave)                          | 500 m (10. Dez.)    | Lee Kang-seok                                            | Keiichirō Nagashima                                  | Pekka Koskela                                   |
| 9. bis 10. Dez. 2006                                                                                     | Nagano (M-Wave)                          | 1.000 m (10. Dez.)  | Jan Bos                                                  | Lee Kyu-hyeok                                        | Erben Wennemars                                 |
| Einzelstreckenasienmeisterschaften in Changchun (Jilin Provincial Speed Skating Rink), 6./7. Januar 2007 |                                          |                     |                                                          |                                                      |                                                 |
| Mehrkampfeuropameisterschaft in Klobenstein (Ice Rink Ritten), 12./14. Januar 2007                       |                                          |                     |                                                          |                                                      |                                                 |
| Sprintweltmeisterschaft in Hamar (Vikingskipet), 20./21. Januar 2007                                     |                                          |                     |                                                          |                                                      |                                                 |
| 27. bis 28. Jan. 2007                                                                                    | Heerenveen (Thialf)                      | 500 m (27. Jan.)    | Pekka Koskela                                            | Tucker Fredricks                                     | Dmitri Lobkow                                   |
| 27. bis 28. Jan. 2007                                                                                    | Heerenveen (Thialf)                      | 1.000 m (27. Jan.)  | Shani Davis                                              | Erben Wennemars                                      | Beorn Nijenhuis                                 |
| 27. bis 28. Jan. 2007                                                                                    | Heerenveen (Thialf)                      | 100 m (28. Jan.)    | Jan Smeekens                                             | Mika Poutala                                         | Maciej Ustynowicz                               |
| 27. bis 28. Jan. 2007                                                                                    | Heerenveen (Thialf)                      | 500 m (28. Jan.)    | Tucker Fredricks                                         | Pekka Koskela                                        | Shani Davis                                     |
| 27. bis 28. Jan. 2007                                                                                    | Heerenveen (Thialf)                      | 1.000 m (28. Jan.)  | Shani Davis                                              | Erben Wennemars                                      | Jewgeni Lalenkow                                |
| 3. bis 4. Feb. 2007                                                                                      | Turin (Oval Lingotto)                    | 1.500 m (3. Feb.)   | Enrico Fabris                                            | Erben Wennemars                                      | Denny Morrison                                  |
| 3. bis 4. Feb. 2007                                                                                      | Turin (Oval Lingotto)                    | Team (3. Feb.)      | KanadaSteven Elm Arne Dankers Denny Morrison             | RusslandJewgeni Lalenkow Alexei Junin Iwan Skobrew   | ItalienEnrico Fabris Matteo Anesi Luca Stefani  |
| 3. bis 4. Feb. 2007                                                                                      | Turin (Oval Lingotto)                    | 5.000 m (4. Feb.)   | Sven Kramer                                              | Carl Verheijen                                       | Eskil Ervik                                     |
| Mehrkampfweltmeisterschaft in Heerenveen (Thialf), 9./11. Februar 2007                                   |                                          |                     |                                                          |                                                      |                                                 |
| 17. bis 18. Feb. 2007                                                                                    | Erfurt (Gunda-Niemann- Stirnemann-Halle) | 10.000 m (17. Feb.) | Sven Kramer                                              | Carl Verheijen                                       | Brigt Rykkje                                    |
| 17. bis 18. Feb. 2007                                                                                    | Erfurt (Gunda-Niemann- Stirnemann-Halle) | 1.500 m (18. Feb.)  | Enrico Fabris                                            | Erben Wennemars                                      | Mark Tuitert                                    |
| 17. bis 18. Feb. 2007                                                                                    | Erfurt (Gunda-Niemann- Stirnemann-Halle) | Team (18. Feb.)     | NiederlandeSven Kramer Carl Verheijen Wouter Olde Heuvel | SchwedenJohan Röjler Daniel Friberg Joel Eriksson    | JapanTeruhiro Sugimori Shingo Doi Hiroki Hirako |
| 2. bis 4. Mär. 2007                                                                                      | Calgary (Olympic Oval)                   | 1.000 m (2. Mär.)   | Denny Morrison                                           | Shani Davis                                          | Jewgeni Lalenkow                                |
| 2. bis 4. Mär. 2007                                                                                      | Calgary (Olympic Oval)                   | 500 m (2. Mär.)     | Tucker Fredricks                                         | Dmitri Lobkow                                        | Jōji Katō                                       |
| 2. bis 4. Mär. 2007                                                                                      | Calgary (Olympic Oval)                   | 5.000 m (3. Mär.)   | Sven Kramer                                              | Carl Verheijen                                       | Enrico Fabris                                   |
| 2. bis 4. Mär. 2007                                                                                      | Calgary (Olympic Oval)                   | 500 m (3. Mär.)     | Yuya Oikawa                                              | Lee Kang-seok                                        | Tucker Fredricks                                |
| 2. bis 4. Mär. 2007                                                                                      | Calgary (Olympic Oval)                   | 1.500 m (4. Mär.)   | Shani Davis                                              | Erben Wennemars                                      | Denny Morrison                                  |
| 2. bis 4. Mär. 2007                                                                                      | Calgary (Olympic Oval)                   | 100 m (4. Mär.)     | Yuya Oikawa                                              | Jōji Katō                                            | Maciej Ustynowicz                               |
| Einzelstreckenweltmeisterschaften in Salt Lake City (Utah Olympic Oval), 8./11. März 2007                |                                          |                     |                                                          |                                                      |                                                 |

### Einzelstrecken-Gesamtwertung

#### 100 Meter
(Endstand: Nach 4 Rennen)
| Rang | Name              | Land                | Punkte |
| ---- | ----------------- | ------------------- | ------ |
| 1    | Yūya Oikawa       | Japan               | 350    |
| 2    | Maciej Ustynowicz | Polen               | 247    |
| 3    | Pekka Koskela     | Finnland            | 208    |
| 4    | Jōji Katō         | Japan               | 201    |
| 5    | Yu Fengtong       | Volksrepublik China | 198    |
| 6    | Tadashi Obara     | Japan               | 195    |
| 7    | Mika Poutala      | Finnland            | 188    |
| 8    | Jan Smeekens      | Niederlande         | 139    |
| 9    | An Weijiang       | Volksrepublik China | 120    |
| 10   | Ermanno Ioriatti  | Italien             | 117    |
|      |                   |                     |        |
| 15   | Anton Hahn        | Deutschland         | 62     |

#### 500 Meter
(Endstand: Nach 12 Rennen)
| Rang | Name                | Land                | Punkte |
| ---- | ------------------- | ------------------- | ------ |
| 1    | Tucker Fredricks    | Vereinigte Staaten  | 825 1  |
| 2    | Keiichirō Nagashima | Japan               | 825 1  |
| 3    | Pekka Koskela       | Finnland            | 798    |
| 4    | Lee Kang-seok       | Südkorea            | 778    |
| 5    | Lee Kyu-hyeok       | Südkorea            | 663    |
| 6    | Dmitri Lobkow       | Russland            | 498    |
| 7    | Yu Fengtong         | Volksrepublik China | 479    |
| 8    | Yūya Oikawa         | Japan               | 440    |
| 9    | Jōji Katō           | Japan               | 435    |
| 10   | Mike Ireland        | Kanada              | 319    |
|      |                     |                     |        |
| 30   | Anton Hahn          | Deutschland         |        |

#### 1.000 Meter
(Endstand: Nach 10 Rennen)
| Rang | Name                     | Land               | Punkte |
| ---- | ------------------------ | ------------------ | ------ |
| 1    | Erben Wennemars          | Niederlande        | 730    |
| 2    | Lee Kyu-hyeok            | Südkorea           | 700    |
| 3    | Shani Davis              | Vereinigte Staaten | 540    |
| 4    | Jan Bos                  | Niederlande        | 502    |
| 5    | Stefan Groothuis         | Niederlande        | 439    |
| 6    | Beorn Nijenhuis          | Niederlande        | 396    |
| 7    | Pekka Koskela            | Finnland           | 384    |
| 8    | Mun Jun                  | Südkorea           | 364    |
| 9    | François-Olivier Roberge | Kanada             | 324    |
| 10   | Jewgeni Lalenkow         | Russland           | 300    |
|      |                          |                    |        |
| 20   | Samuel Schwarz           | Deutschland        |        |
| 26   | Jan Friesinger           | Deutschland        |        |

#### 1.500 Meter
(Endstand: Nach 6 Rennen)
| Rang | Name              | Land               | Punkte |
| ---- | ----------------- | ------------------ | ------ |
| 1    | Erben Wennemars   | Niederlande        | 560    |
| 2    | Enrico Fabris     | Italien            | 476    |
| 3    | Denny Morrison    | Kanada             | 305    |
| 4    | Shani Davis       | Vereinigte Staaten | 300    |
| 5    | Jewgeni Lalenkow  | Russland           | 243    |
| 6    | Jan Bos           | Niederlande        | 216    |
| 7    | Simon Kuipers     | Niederlande        | 193    |
| 8    | Steven Elm        | Kanada             | 139    |
| 9    | Stefan Groothuis  | Niederlande        | 136 1  |
| 10   | Mun Jun           | Südkorea           | 136 1  |
|      |                   |                    |        |
| 12   | Tobias Schneider  | Deutschland        | 118    |
| 17   | Stefan Heythausen | Deutschland        | 98     |
| 19   | Samuel Schwarz    | Deutschland        |        |

#### 5.000/10.000 Meter
(Endstand: Nach 6 Rennen)
| Rang | Name             | Land        | Punkte |
| ---- | ---------------- | ----------- | ------ |
| 1    | Sven Kramer      | Niederlande | 500    |
| 2    | Carl Verheijen   | Niederlande | 400    |
| 3    | Enrico Fabris    | Italien     | 335    |
| 4    | Eskil Ervik      | Norwegen    | 290    |
| 5    | Bob de Jong      | Niederlande | 265    |
| 6    | Øystein Grødum   | Norwegen    | 256    |
| 7    | Tobias Schneider | Deutschland | 231    |
| 8    | Arne Dankers     | Kanada      | 203    |
| 9    | Brigt Rykkje     | Niederlande | 200    |
| 10   | Håvard Bøkko     | Norwegen    | 163    |
|      |                  |             |        |
| 13   | Marco Weber      | Deutschland | 118    |
| 27   | Robert Lehmann   | Deutschland |        |

#### Teamlauf
- Je Weltcuprennen starteten drei Läufer

(Endstand: Nach 3 Rennen)
| Rang | Name | Land               | Punkte |
| ---- | --- | ------------------ | ------ |
| 1    | Carl Verheijen, Erben Wennemars, Remco Olde Heuvel, Rintje Ritsma, Sven Kramer, Tom Prinsen, Wouter Olde Heuvel                | Niederlande        | 236    |
| 2    | Arne Dankers, Denny Morrison, Justin Warsylewicz, Lucas Makowsky, Steven Elm                                                   | Kanada             | 210    |
| 3    | Marco Weber, Robert Lehmann, Stefan Heythausen, Tobias Schneider                                                               | Deutschland        | 170    |
| 4    | Enrico Fabris, Luca Stefani, Matteo Anesi, Stefano Donagrandi                                                                  | Italien            | 165    |
| 5    | Daniel Friberg, Joel Eriksson, Johan Röjler                                                                                    | Schweden           | 160    |
| 6    | Seitaro Otouge, Shigeyuki Dejima, Shingo Doi, Teruhiro Sugimori                                                                | Japan              | 158    |
| 7    | Alexei Junin, Artjom Belousov, Dmitri Schepel, Iwan Skobrew, Jewgeni Lalenkow                                                  | Russland           | 157    |
| 8    | Christoffer Fagerli Rukke, Eskil Ervik, Even Johansen, Fredrik van der Horst, Håvard Bøkko, Henrik Christiansen, Sverre Haugli | Norwegen           | 146    |
| 9    | Chad Hedrick, Charles Leveille, Donald Stewart, John Loquai, Paul Dyrud                                                        | Vereinigte Staaten | 114    |
| 10   | Konrad Niedźwiedzki, Robert Kustra, Sebastian Druszkiewicz, Sławomir Chmura, Witold Mazur                                      | Polen              | 96     |

## Gesamt
- Platz: Gibt die Reihenfolge der Athleten wieder. Diese wird durch die Anzahl der Weltcupsiege bestimmt. Bei gleicher Anzahl werden die 2. Platzierungen verglichen, danach die 3. Platzierungen
- Name: Nennt den Namen des Athleten
- Land: Nennt das Land, für das der Athlet startete
- Siege: Nennt die Anzahl der Weltcupsiege
- 2. Plätze: Nennt die Anzahl der errungenen 2. Plätze
- 3. Plätze: Nennt die Anzahl der errungenen 3. Plätze
- Gesamt: Nennt die Anzahl aller gewonnenen Medaillen

### Top Ten
- Die Top Ten zeigt die zehn erfolgreichsten Sportler/-innen des Eisschnelllauf-Weltcups 2006/07

| Platz | Name            | Land               | Siege | 2. Plätze | 3. Plätze | Gesamt |
| ----- | --------------- | ------------------ | ----- | --------- | --------- | ------ |
| 1.    | Anni Friesinger | Deutschland        | 8     | 2         | 0         | 10     |
| 2.    | Sven Kramer     | Niederlande        | 7     | 0         | 0         | 7      |
| 3.    | Jenny Wolf      | Deutschland        | 6     | 6         | 2         | 14     |
| 4.    | Erben Wennemars | Niederlande        | 4     | 8         | 3         | 15     |
| 5.    | Ireen Wüst      | Niederlande        | 4     | 6         | 4         | 14     |
| 6.    | Lee Sang-hwa    | Südkorea           | 4     | 5         | 2         | 11     |
| 7.    | Lee Kyu-hyeok   | Südkorea           | 4     | 4         | 4         | 12     |
| 8.    | Shani Davis     | Vereinigte Staaten | 4     | 2         | 2         | 8      |
| 9.    | Pekka Koskela   | Finnland           | 4     | 1         | 4         | 9      |
| 10.   | Enrico Fabris   | Italien            | 4     | 1         | 2         | 7      |

### Frauen
| Platz | Name                   | Land                | Siege | 2. Plätze | 3. Plätze | Gesamt |
| ----- | ---------------------- | ------------------- | ----- | --------- | --------- | ------ |
| 1.    | Anni Friesinger        | Deutschland         | 8     | 2         | 0         | 10     |
| 2.    | Jenny Wolf             | Deutschland         | 6     | 6         | 2         | 14     |
| 3.    | Ireen Wüst             | Niederlande         | 4     | 6         | 4         | 14     |
| 4.    | Lee Sang-hwa           | Südkorea            | 4     | 5         | 2         | 11     |
| 5.    | Chiara Simionato       | Italien             | 3     | 2         | 1         | 6      |
| 6.    | Wang Beixing           | Volksrepublik China | 3     | 0         | 6         | 9      |
| 7.    | Martina Sáblíková      | Tschechien          | 3     | 0         | 2         | 5      |
| 8.    | Renate Groenewold      | Niederlande         | 3     | 0         | 0         | 3      |
| 9.    | Jekaterina Lobyschewa  | Russland            | 2     | 2         | 0         | 4      |
| 10.   | Claudia Pechstein      | Deutschland         | 2     | 1         | 1         | 4      |
| 11.   | Daniela Anschütz-Thoms | Deutschland         | 1     | 2         | 3         | 6      |
| 12.   | Cindy Klassen          | Kanada              | 1     | 1         | 3         | 5      |
| 13.   | Shannon Rempel         | Kanada              | 1     | 1         | 1         | 3      |
| 14.   | Galina Lichatschowa    | Russland            | 1     | 1         | 0         | 2      |
| 14.   | Judith Hesse           | Deutschland         | 1     | 1         | 0         | 2      |
| 16.   | Annette Gerritsen      | Niederlande         | 1     | 0         | 1         | 3      |
| 17.   | Lucille Opitz          | Deutschland         | 1     | 0         | 1         | 2      |
| 18.   | Xing Aihua             | Volksrepublik China | 1     | 0         | 0         | 1      |
| 18.   | Paulien van Deutekom   | Niederlande         | 1     | 0         | 0         | 1      |
| 20.   | Christine Nesbitt      | Kanada              | 0     | 7         | 3         | 10     |
| 21.   | Kristina Groves        | Kanada              | 0     | 3         | 3         | 6      |
| 22.   | Marianne Timmer        | Niederlande         | 0     | 3         | 0         | 3      |
| 23.   | Sayuri Ōsuga           | Japan               | 0     | 2         | 1         | 3      |
| 24.   | Swetlana Kaikan        | Russland            | 0     | 1         | 1         | 2      |
| 25.   | Brittany Schussler     | Kanada              | 0     | 1         | 0         | 1      |
| 26.   | Margot Boer            | Niederlande         | 0     | 0         | 3         | 3      |
| 27.   | Jorien Voorhuis        | Niederlande         | 0     | 0         | 2         | 2      |
| 27.   | Sayuri Yoshii          | Japan               | 0     | 0         | 2         | 2      |
| 27.   | Wieteke Cramer         | Niederlande         | 0     | 0         | 2         | 2      |
| 30.   | Moniek Kleinsman       | Niederlande         | 0     | 0         | 1         | 1      |
| 30.   | Nao Kodaira            | Japan               | 0     | 0         | 1         | 1      |

### Männer
| Platz | Name                | Land               | Siege | 2. Plätze | 3. Plätze | Gesamt |
| ----- | ------------------- | ------------------ | ----- | --------- | --------- | ------ |
| 1.    | Sven Kramer         | Niederlande        | 7     | 0         | 0         | 7      |
| 2.    | Erben Wennemars     | Niederlande        | 4     | 8         | 3         | 15     |
| 3.    | Lee Kyu-hyeok       | Südkorea           | 4     | 4         | 4         | 12     |
| 4.    | Shani Davis         | Vereinigte Staaten | 4     | 2         | 2         | 8      |
| 5.    | Pekka Koskela       | Finnland           | 4     | 1         | 4         | 9      |
| 6.    | Enrico Fabris       | Italien            | 4     | 4         | 2         | 7      |
| 7.    | Keiichirō Nagashima | Japan              | 4     | 1         | 1         | 6      |
| 8.    | Yūya Oikawa         | Japan              | 4     | 0         | 0         | 4      |
| 9.    | Carl Verheijen      | Niederlande        | 2     | 5         | 0         | 7      |
| 10.   | Tucker Fredricks    | Vereinigte Staaten | 2     | 1         | 2         | 5      |
| 11.   | Denny Morrison      | Kanada             | 2     | 0         | 4         | 6      |
| 12.   | Lee Kang-seok       | Südkorea           | 1     | 7         | 1         | 9      |
| 13.   | Arne Dankers        | Kanada             | 1     | 0         | 1         | 2      |
| 13.   | Jan Bos             | Niederlande        | 1     | 0         | 1         | 2      |
| 13.   | Steven Elm          | Kanada             | 1     | 0         | 1         | 2      |
| 16.   | Jan Smeekens        | Niederlande        | 1     | 0         | 0         | 1      |
| 16.   | Wouter Olde Heuvel  | Niederlande        | 1     | 0         | 0         | 1      |
| 18.   | Beorn Nijenhuis     | Niederlande        | 0     | 2         | 2         | 4      |
| 19.   | Eskil Ervik         | Norwegen           | 0     | 1         | 3         | 4      |
| 20.   | Jevgenij Lalenkov   | Russland           | 0     | 1         | 2         | 3      |
| 21.   | Dmitri Lobkow       | Russland           | 0     | 1         | 1         | 2      |
| 21.   | Iwan Skobrew        | Russland           | 0     | 1         | 1         | 2      |
| 21.   | Jōji Katō           | Japan              | 0     | 1         | 1         | 2      |
| 21.   | Mun Jun             | Südkorea           | 0     | 1         | 1         | 2      |
| 25.   | Alexei Junin        | Russland           | 0     | 1         | 0         | 1      |
| 25.   | Daniel Friberg      | Schweden           | 0     | 1         | 0         | 1      |
| 25.   | Håvard Bøkko        | Norwegen           | 0     | 1         | 0         | 1      |
| 25.   | Henrik Christiansen | Norwegen           | 0     | 1         | 0         | 1      |
| 25.   | Hiroyasu Shimizu    | Japan              | 0     | 1         | 0         | 1      |
| 25.   | Joel Eriksson       | Schweden           | 0     | 1         | 0         | 1      |
| 25.   | Johan Röjler        | Schweden           | 0     | 1         | 0         | 1      |
| 25.   | Mika Poutala        | Finnland           | 0     | 1         | 0         | 1      |
| 25.   | Tobias Schneider    | Deutschland        | 0     | 1         | 0         | 1      |
| 34.   | Maciej Ustynowicz   | Polen              | 0     | 0         | 2         | 2      |
| 35.   | Brigt Rykkje        | Niederlande        | 0     | 0         | 1         | 1      |
| 35.   | Hiroki Hirako       | Japan              | 0     | 0         | 1         | 1      |
| 35.   | Luca Stefani        | Italien            | 0     | 0         | 1         | 1      |
| 35.   | Mark Tuitert        | Niederlande        | 0     | 0         | 1         | 1      |
| 35.   | Matteo Anesi        | Italien            | 0     | 0         | 1         | 1      |
| 35.   | Øystein Grødum      | Norwegen           | 0     | 0         | 1         | 1      |
| 35.   | Shingo Doi          | Japan              | 0     | 0         | 1         | 1      |
| 35.   | Teruhiro Sugimori   | Japan              | 0     | 0         | 1         | 1      |

### Nationenwertung
- Die Nationenwertung zeigt die erfolgreichsten Nationen (Sportler/-innen) des Eisschnelllauf-Weltcups 2006/07

| Platz | Land                | Siege | 2. Plätze | 3. Plätze | Gesamt |
| ----- | ------------------- | ----- | --------- | --------- | ------ |
| 1.    | Niederlande         | 19    | 24        | 18        | 61     |
| 2.    | Deutschland         | 17    | 13        | 5         | 35     |
| 3.    | Südkorea            | 9     | 17        | 8         | 34     |
| 4.    | Japan               | 8     | 5         | 7         | 20     |
| 5.    | Italien             | 7     | 3         | 3         | 13     |
| 6.    | Vereinigte Staaten  | 6     | 3         | 4         | 13     |
| 7.    | Kanada              | 4     | 9         | 14        | 27     |
| 8.    | Finnland            | 4     | 2         | 4         | 10     |
| 9.    | Volksrepublik China | 4     | 0         | 6         | 10     |
| 10.   | Tschechien          | 3     | 0         | 2         | 5      |
| 11.   | Russland            | 1     | 4         | 5         | 10     |
| 12.   | Norwegen            | 0     | 1         | 4         | 5      |
| 13.   | Schweden            | 0     | 1         | 0         | 1      |
| 14.   | Polen               | 0     | 0         | 2         | 2      |